# José Sanhueza
José Tomás Sanhueza Muñoz (Paine, Chile; 3 de marzo de 2001) es un futbolista chileno que juega como arquero y actualmente se desempeña en Universidad de Concepción de la Primera B de Chile.

## Trayectoria
Oriundo de Paine jugó en el club deportivo Algarrobo, es producto de las divisiones inferiores de Colo-Colo, donde llegó el año 2011 tras una prueba masiva llevada a cabo en el Estadio Monumental. Agarró la titularidad de su serie el año 2016, además de obtener citaciones con el plantel adulto durante la temporada 2019. Tras perder la titularidad de su serie en desmedro de Julio Fierro, a fines de 2019 se desvincula del conjunto albo.
En 2020 es fichado por Universidad de Concepción, que a su vez lo cede a General Velasquez de la Segunda División, donde debuta profesionalmente en febrero de 2021. Para la temporada siguiente, se consolida como titular, jugando 21 de los 22 partidos de Los Verdes. En enero de 2022, se anuncia la firma de su primer contrato profesional con el conjunto del Campanil. Ha sido segundo arquero tras Manuel García, viendo minutos en los partidos válidos por la Copa Chile 2022.

## Clubes
| Club                       | País  | Año       |
| -------------------------- | ----- | --------- |
| Colo Colo                  | Chile | 2019      |
| Universidad de Concepción  | Chile | 2020-Act. |
| General Velásquez (cedido) | Chile | 2020-2021 |